# David Belle
David Belle (Fécamp, 1973. április 29. –) francia kaszkadőr, színész, testnevelő.
Apja Raymond Belle, és bátyja Jeff Belle magasan képzett mentők a francia katonai tűzoltóságnál.
Az 1980-as évek vége felé David megalkotta a Parkour elnevezésű utcai extrém sportot.
A Parkour tulajdonképpen akrobatikus mozgás, ugrálás az utcákon, parkokban, házakon.
Két akciófilm készült, amelyeknek David a főszereplője: B13, majd a folytatás B13 Ultimatum.
David megtanulta - mint apja, Raymond a volt vietnámi katona - a Méthode Naturelle, művészeti mozgást, amelyben az ember együtt mozog a természet akadályaival és a környezetével.
David több francia tv-sorozatban játszott. A legtöbbet a Nike reklámjaiban szerepelt, a BBC-nek, a Nissannak és a Canonnak is dolgozott, de elvállalt színészi és kaszkadőr produkciókat is, mint például a Bíbor folyók 2., az Apokalipszis angyalai és A szállító. Legnagyobb szerepét Pierre Morel filmjében, a B13-ban játszotta Cyril Raffaelli oldalán. Folytatását a B13 Ultimatumot 2009-ben ismét Cyril Raffaelli mellett alakította.
Úgy tekintik, mint az egyik legjobb traceurt, magyarul "űző". 2005-ben megalapította a Parkour Worldwide Association-t (PAWA).

## Válogatott filmográfia
| Év   | Magyar cím           | Eredeti cím            | Szerep         | Magyar hang       |
| ---- | -------------------- | ---------------------- | -------------- | ----------------- |
| 2002 | Femme Fatale         | Femme Fatale           | francia rendőr |                   |
| 2002 | Deus ex machina      | Yadon ilaheyya         | Marksman       |                   |
| 2003 | B13 – A bűnös negyed | Banlieue 13            | Leïto          | Betz István       |
| 2003 | B13 – A bűnös negyed | Banlieue 13            | Leïto          | Zámbori Soma      |
| 2009 | B13 – Az Ultimátum   | Banlieue 13 – Ultimate | Leïto          | Karácsonyi Zoltán |
| 2014 | Veszélyzóna          | Brick Mansions         | Lino Duppre    | Csőre Gábor       |